# Каїп (Ключівський район)
Каї́п (рос. Каип) — село у складі Ключівського району Алтайського краю, Росія. Адміністративний центр та єдиний населений пункт Каїпської сільської ради.

## Населення
Населення — 559 осіб (2010; 817 у 2002).
Національний склад (станом на 2002 рік):
- росіяни — 95 %